# Partaloa
Partaloa és una localitat de la província d'Almeria, Andalusia. L'any 2005 tenia 611 habitants. La seva extensió superficial és de 53 km² i té una densitat d'11,5 hab/km². Les seves coordenades geogràfiques són 37° 24′ N, 2° 13′ O. Està situada a una altitud de 544 metres i a 101 quilòmetres de la capital de la província, Almeria.

## Demografia
| 1996 | 1998 | 1999 | 2000 | 2001 | 2002 | 2003 | 2004 | 2005 | 2006 |
| ---- | ---- | ---- | ---- | ---- | ---- | ---- | ---- | ---- | ---- |
| 394  | 381  | 377  | 384  | 377  | 391  | 469  | 529  | 611  | 679  |